# Émilie Gourd
Émilie Gourd, född 19 december 1879 i Genève, död där 4 december 1946, var en schweizisk journalist och feminist. Hon var dotter till Jean-Jacques Gourd.
Gourd var redaktör för Le mouvement féministe, en tidning som propagerade för bättre utbildning, juridiska rättigheter och rösträtt för kvinnor, men även för förändring av allmänna attityder. Hon skrev även en biografi över Susan B. Anthony och utgav en årsbok om framstående schweiziska kvinnor. Hon var ordförande i den schweiziska organisationen Union des Femmes 1914–1928 och valdes till sekreterare i International Alliance of Women for Suffrage and Equal Citizenship 1923.